# .rw
.rw este un domeniu de internet de nivel superior, pentru Rwanda (ccTLD).